# Maihar Band
Maihar Band es un grupo musical instrumental formada en la ciudad de Maihar, India, intérpretes de la música india tradicional y occidental. Después de una epidemia de muchos niños huérfanos, Allauddin Khan, un destacado músico de la corte Maihar que estaba conmovido por esta situación, les enseñó por interpretar la música y formó un grupo orquestal que más adelante se diera a conocer bajo el nombre de Maihar Band. El príncipe gobernante, Braj Nath Singh, colaboró y ayudó  a Allauddin Khan en la adquisición y la preparación de los instrumentos musicales.

## Artsitas e instrumentos
Baobab (un destacado músico) probó a cada estudiante y los entrenó para tocar cada unos de ellos con instrumento en particular. Utilizó el Tarang jal al principio, pero lo reemplazó con Nal-Tarang. Además de los instrumentos habituales, como la tabla, el dholak, armonio y el sitar. Formó algunos niños para tocar instrumentos occidentales incluyendo el piano, el violín y el violonchelo con la misma facilidad. En el palacio real, se realizaron arreglos para la banda e interpretaron su música para los dignatarios visitantes a la galería de la sala principal.
Los primeros integrantes fueron:
- Anar Khan (sitar)
- Vishwanath (violín)
- Shiv Sahaya (bansuri, clarinete)
- Ramswaroop (daulal, dauaa, sitar-banjo)
- Baijnath Singh-Bansuri (flauta)
- Tansu Maharaj (armonio)
- Brinda Malí (israj)
- Moolchand (israj)
- Jamna Prasad (Gulgul Maharaj) - Armonio y Asistente del director de la banda
- Jhurrelal (Nal Tarang)
- Pt. Girdhar Lal (Nal Tarang / Piano)
- Lachchi Surdas (Tabla, Dholak)
- Sukhdev Saranga (Chelo)
- Pt. Urmila Prasad (Chelo)
- Mahipat Singh (Sitar)
- Chundadi (Esraj)
- Dashrath Malí (Sitar banjo)